# مارس دی‌اف‌دبلیو
مارس دی‌اف‌دبلیو (به انگلیسی: DFW_Mars) یک هواگرد ملخ‌پیشین تک‌موتوره از نوع ترابری ساخت شرکت DFW است. هواگرد مارس دی‌اف‌دبلیو نخستین پروازش را در ۱۹۱۳ میلادی انجام داد.